# Hedychrum micans europaeum
Hedychrum micans europaeum é uma subespécie de insetos himenópteros, mais especificamente de vespas pertencente à família Chrysididae.
A autoridade científica da subespécie é Linsenmaier, tendo sido descrita no ano de 1959.
Trata-se de uma subespécie presente no território português.